# Gustav Zeuner
Gustav Anton Zeuner (Chemnitz, 30 de novembro de 1828 — Dresden, 17 de outubro de 1907) foi um engenheiro alemão.

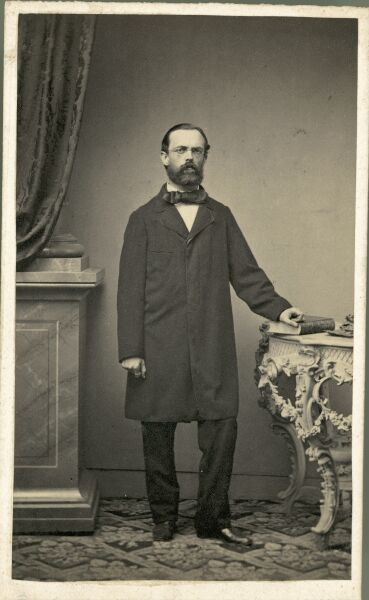
Gustav Zeuner

## Vida
Gustav Zeuner nasceu em 1828, filho de um carpinteiro. Após um período de aprendizagem como carpinteiro na oficina de seu pai, iniciou os estudos na escola profissional de Chemnitz, em 1845.

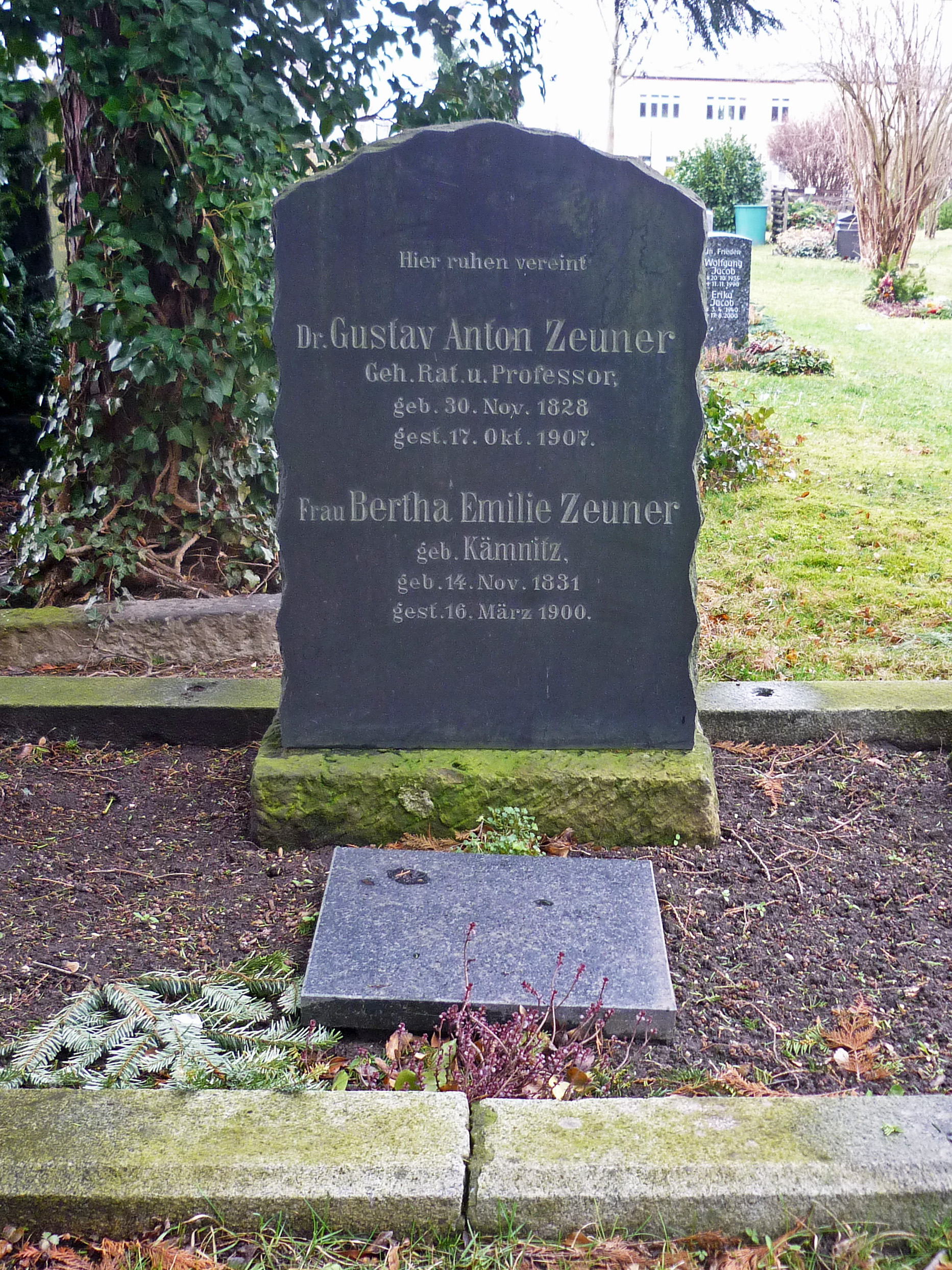
Sepultura no Alter Annenfriedhof, Dresden

De 1848 a 1851 estudou mecânica e máquinas de  mineração na Technische Universität Bergakademie Freiberg. Viajou então para Paris, onde conheceu os mestres Jean-Victor Poncelet e Henri Victor Regnault. Após retornar fundou com seus colegas, dentre eles seu professor de Freiberg Julius Weisbach, o periódico Civilingenieur, do qual foi redator chefe em 1853.

## Publicações selecionadas
- Die Schiebersteuerungen, 1858
- Grundzüge der mechanischen Wärmetheorie, 1860
- Über das Wanken der Locomotiven, 1861
- Das Locomotiven-Blasrohr, 1863
- Abhandlungen zur mathematischen Statistik, 1869
- Zur mathematischen Statistik, 1886
- Technische Thermodynamik, 1887
- Vorlesungen über Theorie der Turbinen, 1899